# آلة لحام العاكس

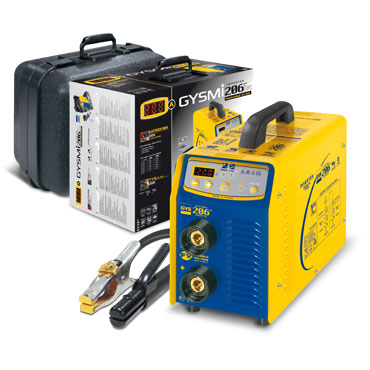
ماكينة لحام العاكس (Inverter Welder).

آلة اللحام العاكس او مكينة لحام العاكس  (الانعكاس  ) هي نوع من آلات اللحام الكهربائية التي يكون فيها مصدر الطاقة مقومًا مع تحويل التردد الداخلي. تُستخدم في لحام لحام القوسي المعدني المحجب (MMA).

## آلية العمل
المكونات الأساسية لآلة اللحام العاكس هي:
- مقوم الجهد
- مرشح إلكتروني سعوي للجهد المصحح.
- العاكس الترانزستور
- محول عالي التردد
- مقوم ثانوي عالي التردد
- خانق المرشح
- نظام التحكم.

## مزايا
- إمكانية اللحام بجميع أنواع أقطاب اللحام المعروفة باسلاك اللحام (welding electrodes).
- استهلاك منخفض نسبيًا للطاقة.
- صغر الحجم والوزن.
- سهولة الاستعمال.

## تاريخ
كانت الأجهزة الأولى لمعدات اللحام من هذا النوع تعتمد على عاكس الثايرستور (Inverter Thyristor Welding). ومع ذلك نظرًا للتردد المنخفض جدًا لجهد العاكس -5000 هرتز- لم يتم التعرف عليهم. ولم يحدث هذا إلا بعد تطوير ترانزستورات الطاقة ذات الجهد العالي التي وصلت إلى الترددات من العاكس فوق 20 كيلو هرتز. بفضل استخدامها تم تقليل حجم آلات اللحام هذه، وقل وزنها، وزادت جودة اللحام، وانخفض سعر هذا النوع من المعدات. حاليًا، تحل آلات اللحام العاكس محل آلات لحام المحولات في السوق.

## فهرس
- إدوارد دوباج، آلات وأجهزة اللحام ، وارسو: Wydawnictwa Naukowo-Techniczne 2005.
- بوليسلاو كوربيسز، اللحام بالغاز والقوس باستخدام الأقطاب الكهربائية المطلية ، كروسنو: كابي 2010.

1. ↑  Zgodnie z odmianą słowa inwerter, urządzenie to powinno nosić nazwę „spawarka inwerterowa”, jednak przyjęła się forma „spawarka inwertorowa”, i taka forma jest stosowana w polskich opracowaniach naukowych.